# Oratorio di Santa Marta (Fara Novarese)
L'oratorio di Santa Marta si trova di fianco al presbiterio dell'adiacente chiesa Parrocchiale dei santi Martiri Fabiano e Sebastiano. Per accedervi, oggi si passa all'interno della parrocchiale di Fara Novarese.

## Storia
Nei documenti di una visita pastorale datati 1598, viene descritta, nei pressi della facciata dell'antica chiesa dei Santi Fabiano e Sebastiano, più piccola e orientata verso nord, una sala adibita a Scuola dei Disciplinati di Santa Marta. Si trattava di un piccolo ambiente con il tetto di legno ed un altare di pietra.
Nel 1618, probabilmente in occasione del termine dei cantieri per la costruzione della parrocchiale attuale, il Cardinale Ferdinando Taverna ordinò la demolizione del piccolo edificio, considerato vecchio ed umido, e la costruzione dell'attuale oratorio, incastrato di fianco all'area presbiterale della nuova chiesa.
In un documento del 1628, vi è una descrizione dell'oratorio: la facciata era orientata verso est, composta da portone centrale e due finestrelle laterali. Dalla piazza partiva un vicolo che, stretto tra la casa parrocchiale e la chiesa parrocchiale, conduceva ad una piazzetta antistante l'Oratorio. 
La costruzione dello scurolo di San Damiano (1797-1801) ostruì ulteriormente l'accesso al vicolo, riducendolo ad uno stretto passaggio. Tali lavori provocarono contrasti tra la parrocchia e la Confraternita di Santa Marta. 
Un secolo dopo, nel 1901, il vicolo venne definitivamente chiuso con la costruzione del battistero di Eugenio Reale. La piccola piazzetta, incastrata tra Oratorio, parrocchiale e scurolo, nel 1929 venne definitivamente coperta ed annessa alla chiesa parrocchiale, diventandone una sorta di transetto sinistro asimmetrico affacciato direttamente sul presbiterio.

## Arte
Nel suddetto documento del 1628 viene descritto anche un altare in pietra, oggi non più visibile. 

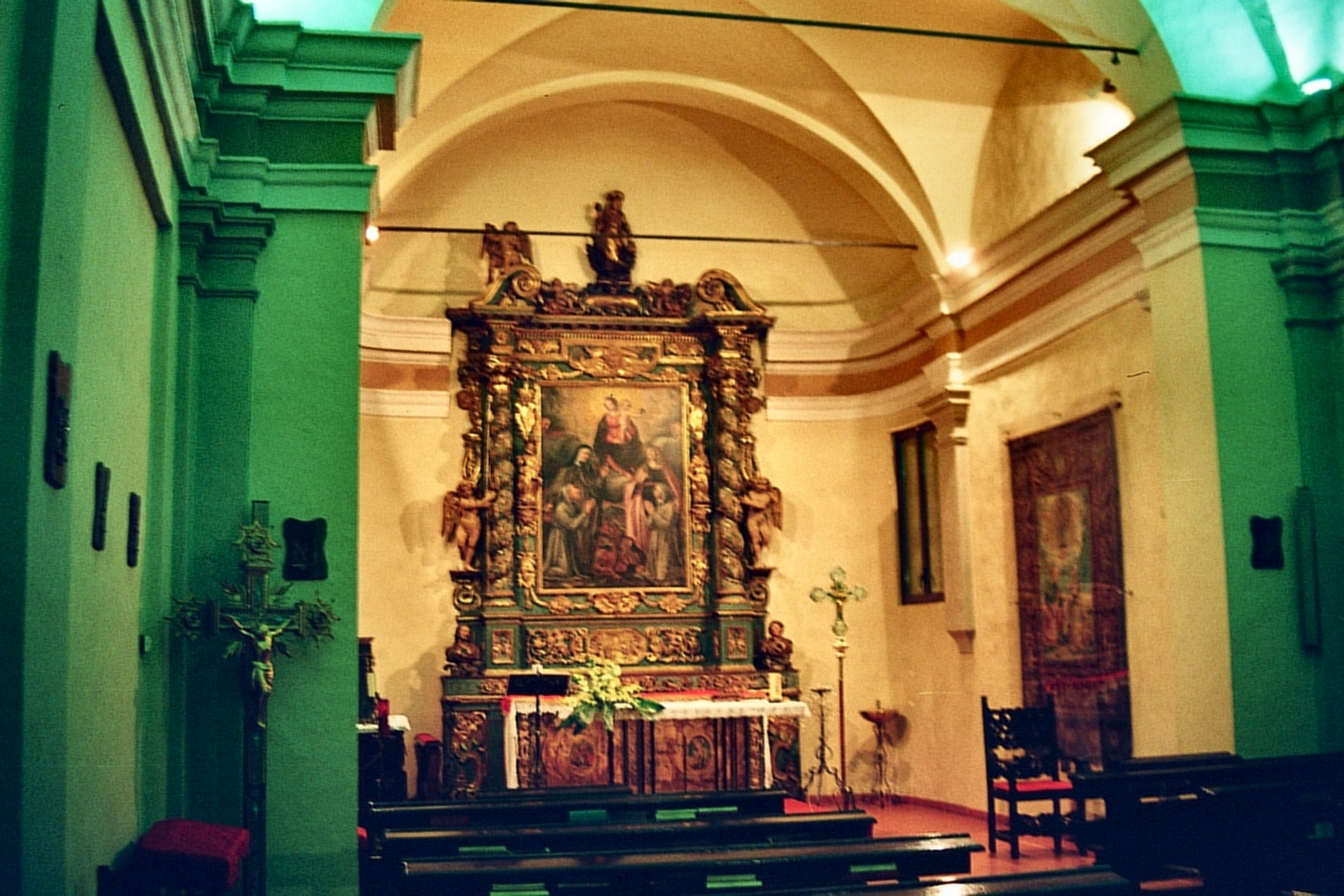
L'interno dell'oratorio, l'altare ligneo.

Pochi anni dopo, infatti, la Confraternita di Santa Marta fece realizzare un altare barocco ligneo, di scuola valsesiana. 
La pala d'altare, di artista anonimo, è datata 1617. Vi è rappresentata la Madonna seduta su di una nuvola con in braccio Gesù bambino. A sinistra, in piedi, è raffigurata santa Marta vestita da suora con aspersorio e secchiello per l'acqua benedetta. Di fronte alla santa è inginocchiato un confratello vestito con un saio bianco e con lo scudiscio per l'autoflagellazione attaccato al cordiglio. A destra, in piedi, è rappresentata santa Maria Maddalena che regge il calice. La santa tiene la sinistra appoggiata alla spalla di una consorella inginocchiata, abbigliata similmente al confratello di fronte. In mezzo a loro un mostro infernale.

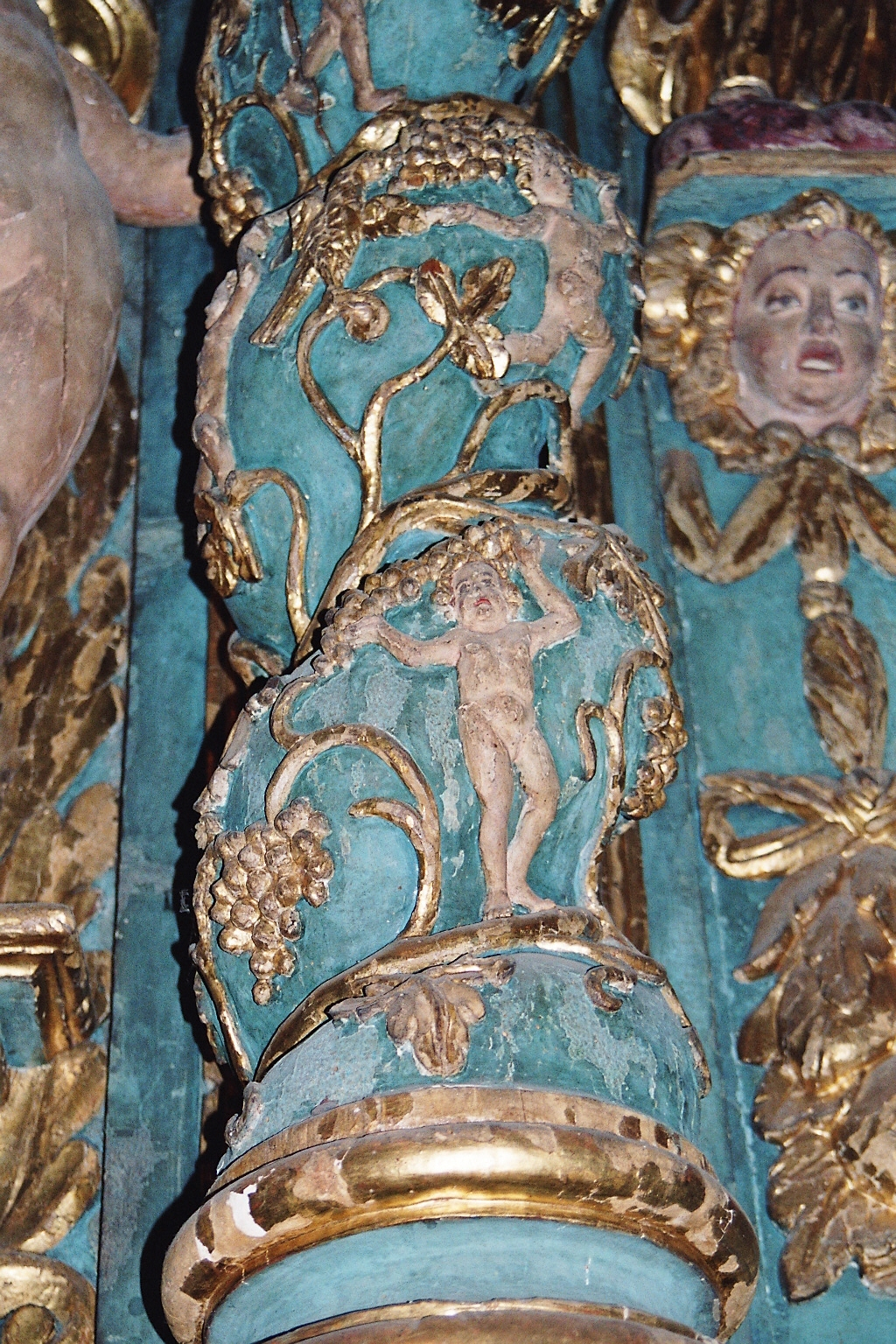
Altare ligneo, particolare delle colonne tortili con i putti vignaioli.

Sulla cornice della tela sono scolpiti, a destra e sinistra, san Pietro e san Paolo. L'altare è incorniciato da due colonne tortili, sempre lignee, adorne di pampini d'uva e putti vignaioli. In cima all'altare, la statua di santa Marta nell'atto di scacciare con acqua benedetta un drago alato che si attorciglia ai suoi piedi. La statua era affiancata da due puttini, recentemente il puttino di destra è stato trafugato da ignoti.
Sulla base dell'altare, un altorilievo ligneo rappresenta l'interno di una casa con al centro Gesù bambino circondato da tre apostoli, santa Marta, seduta sul pavimento, e santa Maria Maddalena.
Ai lati sono stati collocati due reliquiari antropomorfi, donati alla comunità di Fara nel 1651, assieme ai resti di san Damiano, attualmente custoditi nello scurolo. Si tratta di due busti lignei, uno di un giovane, contenente le reliquie dei santi Fabiano, Basilio ed Egidio; il secondo rappresentante un uomo barbuto, contenente le reliquie dei santi Filoginone, Giusto, Aureliano e Romano.
L'oratorio è stato recentemente restaurato. È stato dotato di un moderno altare in ferro battuto e di altri complementi d'arredo.